# قرارگاه منطقه‌ای شمال‌غرب نزاجا

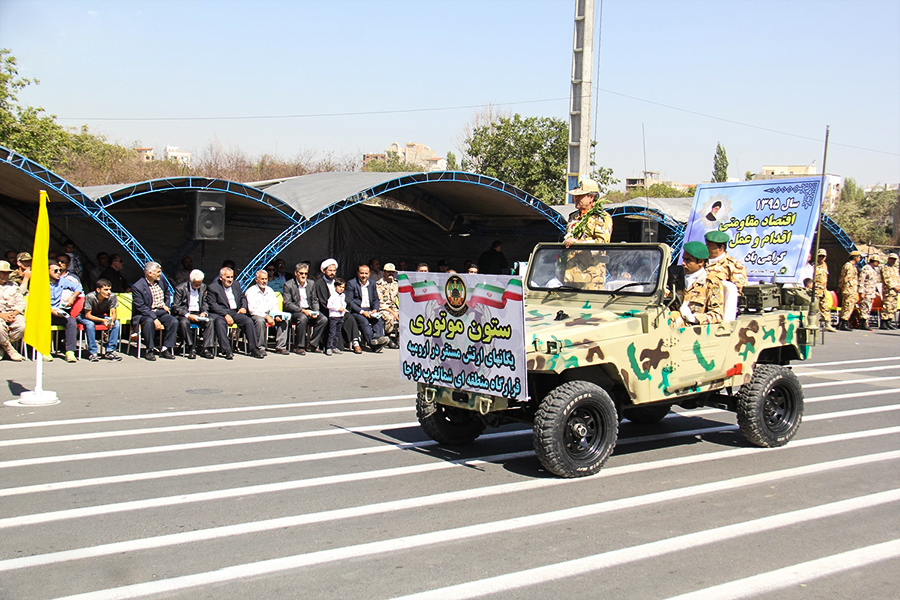
رژه ستون موتوری نیروهای تحت امر قرارگاه شمال‌غرب، به‌مناسبت سالگرد جنگ ایران و عراق در سال ۱۳۹۵، ارومیه

قرارگاه منطقه‌ای شمال‌غرب نزاجا سپاه منطقه‌ای تحت امر نیروی زمینی ارتش جمهوری اسلامی ایران است، که مراکز آموزشی، پادگان‌ها، تیپ‌ها و لشکرهای استان‌های شمال غرب کشور را فرماندهی و کنترل می‌کند. ستاد فرماندهی قرارگاه عملیاتی شمال‌غرب در شهر ارومیه قرار دارد. تعداد پرسنل فعال این قرارگاه در حالت فعال ۵۰ هزار نفر و با دارا بودن ۴۰ هزار نفر نیروی ذخیره در نهایت دارای استعداد نزدیک به ۹۰ هزار نفر می‌رسد. این قرارگاه پادگان‌های استان‌های آذربایجان غربی، آذربایجان شرقی، اردبیل، زنجان، قزوین و همدان را پوشش می‌دهد. هم‌اکنون سرتیپ‌دوم امیرحسین شفیعی فرماندهی قرارگاه شمال‌غرب نزاجا را برعهده دارد.

## زیرمجموعه‌ها

### قرارگاه عملیاتیلشکر ۲۱ حمزه ستاد در تبریز(لشکریکم پیاده)
- تیپ ۱۲۱ تکاور تبریز (از شهر خارج شده)
- تیپ ۲۲۱ متحرک هجومی مراغه
- تیپ ۳۲۱ متحرک هجومی مرند

### قرارگاه عملیاتیلشکر ۶۴ پیاده ستاد در ارومیه(لشکردوم پیاده)
- تیپ ۱۶۴ متحرک هجومی پیرانشهر
- تیپ ۲۶۴ متحرک هجومی سلماس
- تیپ ۳۶۴ متحرک هجومی مهاباد

### قرارگاه تاکتیکیلشکر ۱۶ زرهی ستاد در قزوین(لشکرسوم زرهی)
- تیپ ۱۱۶ پیاده مکانیزه قزوین
- تیپ ۲۱۶ زرهی زنجان
- تیپ ۳۱۶ زرهی همدان
- تیپ ۳۶ زرهی میانه

### تیپ‌های پیاده، زرهی و تکاور
- تیپ ۴۰ پیاده اردبیل
- تیپ ۲۵ تکاور
- تیپ ۴۱ متحرک هجومی قوشچی

### تیپ‌های تکاوری و مهندسی
- گروه ۴۳۳ مهندسی رزمی ارومیه

### تیپ‌های پشتیبانی و توپخانه
- فرماندهی آماد و پشتیبانی منطقه ۴ نزاجا

- گروه ۱۱ توپخانه مراغه
- فرماندهی آماد و پشتیبانی منطقه ۴ نزاجا مراغه

### هوانیروز
- پایگاه ششم هوانیروز تبریز

### مرکز آموزشی
- مرکز آموزشی ۰۳ عجب شیر